# Flagi republik związkowych ZSRR
Flagi republik związkowych ZSRR nawiązywały do wyglądu flagi ZSRR. 
Dominującym kolorem każdej z tych flag była czerwień – barwa flagi ZSRR. Kolor ten zajmował ponad połowę powierzchni w górnej części sztandarów i od czasów Komuny Paryskiej jest symbolem ruchu komunistycznego i robotniczego, jako nawiązanie do przelanej przez robotników krwi.
Flagi w lewym górnym rogu zawierały wizerunek złotego sierpa i młota oraz umieszczoną nad nimi czerwoną pięcioramienną gwiazdę w złotym obramowaniu. Sierp i młot symbolizowały sojusz robotniczo-chłopski, a czerwona gwiazda – przyszłe zwycięstwo komunizmu we wszystkich pięciu częściach świata. Ponadto przez takie umieszczenie symboli flaga nawiązywała graficznie do flagi ZSRR. Jedynie na fladze Gruzińskiej SRR sierp i młot były barwy czerwonej. 
Flagi radzieckich republik w sposób zasadniczy zrywały z przedrewolucyjnymi barwami narodowymi (o ile w ogóle kraje takowe posiadały). Zawarta we flagach kolorystyka nawiązywała głównie do komunizmu (barwa czerwona). Symbolika pozostałych barw była różnie tłumaczona. Flagi nie zawierały elementów nawiązujących do specyfiki kraju: jedynie flagi Estońskiej SRR i Łotewskiej SRR zawierały stylizowany rysunek morskich fal.
W czasie istnienia ZSRR flagi republik związkowych zmieniały się. Prezentowane niżej wzory były używane od przełomu lat 40 i 50. do początku 90. Jedynie flagi Karelo-Fińskiej SRR oraz Zakaukaskiej FSRR pochodzą z lat wcześniejszych, gdyż republiki te przestały istnieć na długo przed rozwiązaniem ZSRR.
| Flaga Armeńskiej SRR                  | Flaga Azerbejdżańskiej SRR          | Flaga Białoruskiej SRR | Flaga Estońskiej SRR |
| Flaga Gruzińskiej SRR                 | Flaga Kazachskiej SRR               | Flaga Kirgiskiej SRR   | Flaga Litewskiej SRR |
| Flaga Łotewskiej SRR                  | Flaga Mołdawskiej SRR               | Flaga Rosyjskiej FSRR  | Flaga Tadżyckiej SRR |
| Flaga Turkmeńskiej SRR                | Flaga Ukraińskiej SRR               | Flaga Uzbeckiej SRR    |                      |
| Flaga Karelo-Fińskiej SRR (1940–1956) | Flaga Zakaukaskiej FSRR (1922–1936) |                        |                      |

## Pierwotny wygląd flag republik związkowych
Pierwsze wzory flag, przyjęte tuż po utworzeniu danej republiki były całe czerwone, a w lewym górnym rogu umieszczano na nich złotą czcionką napis ze skróconą lub częściowo skróconą nazwą republiki, a czasem także sierp i młot. Także i te flagi często bywały zmieniane, co związane było np. ze zmianą sposobu zapisu danego języka (zwłaszcza zastąpieniem pisma łacińskiego cyrylicą).
Przykładowe wczesne flagi republik radzieckich
| Flaga Azerbejdżańskiej SRR z lat 1940–1952 | Flaga Białoruskiej SRR z lat 1940–1951 | Flaga Estońskiej SRR z lat 1940–1953              | Flaga Gruzińskiej SRR z 1922 r.       |
| Flaga Karelo-Fińskiej SRR z lat 1940–1953  | Flaga Kazachskiej SRR z lat 1937–1940  | Flaga Rosyjskiej FSRR z lat 1918–1924 i 1937–1954 | Flaga Ukraińskiej SRR z lat 1927–1937 |

## Flagi republik autonomicznych
W początkowym okresie opracowując flagi republik autonomicznych czyniono to na tej samej zasadzie, co flagi republik związkowych w owym okresie – na czerwonej fladze umieszczano skrót nazwy republiki. W okresie późniejszym (od przełomu lat 40. i 50.) flagą danej republiki autonomicznej była flaga republiki związkowej, w której skład wchodziła dana autonomia, uzupełniona o napis ze skróconą nazwą republiki autonomicznej. Flagi republik autonomicznych także bywały zmieniane, co spowodowane było zmianami napisów na nich.
Przykładowe flagi republik autonomicznych utworzone i obowiązujące od lat 50.
| Flaga Abchaskiej ASRR | Flaga Adżarskiej ASRR | Flaga Jakuckiej ASRR (jedna z wersji) | Flaga Czeczeno-Inguskiej ASRR |
| Flaga Karelskiej ASRR | Flaga Tatarskiej ASRR |                                       |                               |

Przykładowe flagi republik autonomicznych z lat 30. i 40. XX wieku
| Flaga Niemieckiej Nadwołżańskiej ASRR | Flaga Krymskiej ASRR (pierwsza wersja) | Flaga Nachiczewańskiej ASRR z 1937 r. | Flaga Mołdawskiej ASRR |